# Lau Peranggunan
Lau Peranggunan is een bestuurslaag in het regentschap Karo van de provincie Noord-Sumatra, Indonesië. Lau Peranggunan telt 495 inwoners (volkstelling 2010).